# Манат (богиня)
Мана́т (араб. مناة‎ — судьба, рок, смертный рок) — древнесемитская богиня судьбы и возмездия. Почиталась на всём Аравийском полуострове, в частности, на какой - то восточной и в центральной части, как сестра Аллат и Уззы. В Сирийской пустыне Манат — сестра Уззы, на юге Центральной Аравии — дочь Уззы. Была, видимо, покровительницей города Медина, а её святилище, расположенное между Мединой и Меккой, было центром племенных собраний, пока не было разрушено Саидом ибн Заидом аль-Ашхали в 630 году. Статуэтки Манат служили домашними божками. Также почиталась как царица загробного мира и хранительница могильного покоя. В Набатее и Пальмире она отождествлялась с греческими богинями Тиха и Немезида.